# كريستيان لوباتو
كريستيان لوباتو (بالإسبانية: Cristian Lobato) (7 مارس 1989 بكالداس دي مالافيا في إسبانيا - ) هو لاعب كرة قدم إسباني في مركز الهجوم. لعب مع أوساسونا وخيمناستيك طركونة ونادي أستيراس تريبوليس ونادي أوسبيتاليت ونادي برشلونة ب ونادي برشلونة.

## روابط خارجية
- كريستيان لوباتو على موقع الدوري الأمريكي (الإنجليزية)
- كريستيان لوباتو على موقع قاعدة بيانات كرة القدم.إي يو (الإنجليزية)
- كريستيان لوباتو على موقع Soccerway.com (الإنجليزية)
- كريستيان لوباتو على موقع AS.com (الإسبانية)